# Tepeyac, Chenalhó
Tepeyac är en ort i Mexiko.   Den ligger i kommunen Chenalhó och delstaten Chiapas, i den sydöstra delen av landet, 700 km öster om huvudstaden Mexico City. Tepeyac ligger 1 354 meter över havet och antalet invånare är 212.
Terrängen runt Tepeyac är kuperad åt sydost, men åt nordväst är den bergig. Runt Tepeyac är det ganska tätbefolkat, med 166 invånare per kvadratkilometer. Närmaste större samhälle är Cancuc, 19,0 km öster om Tepeyac. Omgivningarna runt Tepeyac är en mosaik av jordbruksmark och naturlig växtlighet.